# Grove Mountains 021710
Grove Mountains 021710 (GRV 021710) – chondryt węglisty znaleziony w 2003 na Antarktyce.  Obiekt waży 443 gramy, należy do typu CR2.  W 2013 w meteorytach GRV 021710 i LaPaz Icefield 031117 odkryto pojedyncze ziarenka ditlenku krzemu (SiO2) powstałe w wybuchu supernowej.  Jest to pierwszy fizyczny dowód na to, że powstanie Układu Słonecznego przyczynił się pobliski wybuch supernowej.

## Nazwa i odkrycie
Nazwa meteorytu pochodzi od miejsca i daty jego znalezienia.  Według zasad International Society for Meteoritics and Planetary Science pierwsza część nazwy pochodzi od przybliżonego miejsca znalezienia (w tym przypadku Grove Mountains), dwie pierwsze cyfry (02) oznaczają sezon letni półkuli południowej w którym dokonano odkrycia (styczeń 2003 zalicza się do lata roku 2002 na półkuli południowej), a ostatnie cyfry (1710) to numer kolejny znaleziska. Meteoryt został znaleziony przez chińską wyprawę  20 stycznia 2003.

## Charakterystyka
Meteoryt waży 442,6 gramy i jest koloru czarnego. Kamień jest bardzo popękany, częściowo otoczony skorupą obtopieniową. W meteorycie znajduje się wiele dużych chondrów typu I i II o rozmiarach do czterech milimetrów.

## Ditlenek krzemu
W 2013 ogłoszono odkrycie wewnątrz meteorytów GRV 021710 i LaPaZ 031117 dwóch ziaren ditlenku krzemu (SiO2) powstałych w wybuchu supernowej. Wcześniej znane ziarna SiO2 pochodziły z gwiazd AGB na co wskazywała zawartość izotopu 17O, w przypadku GRV 021710 i LaPaZ 031117 obecność izotopu 18O wskazuje na to, że ditlenek krzemu powstał w wybuchu supernowej typu II. Teoretyczne modele wybuchów typu II i współczesnych obserwacji astronomicznych wskazywały na możliwość powstawania ditlenku krzemu w wybuchach tego typu co zostało potwierdzone przez to odkrycie. Bardzo zbliżony skład izotopowy ziaren znalezionych w dwóch różnych meteorytach sugeruje, że mogą one pochodzić z tego samego wybuchu. Według teoretycznych modeli powstania układów słonecznych jednym z czynników działających jako katalizator ich powstawania może być pobliski wybuch supernowej.